# Shāveleh
Shāveleh (persiska: شاوله, Shāvaleh) är en ort i Iran.   Den ligger i provinsen Västazarbaijan, i den nordvästra delen av landet, 600 km väster om huvudstaden Teheran. Shāveleh ligger 1 644 meter över havet och antalet invånare är 785.
Terrängen runt Shāveleh är kuperad. Runt Shāveleh är det ganska tätbefolkat, med 52 invånare per kvadratkilometer. Närmaste större samhälle är Naqadeh, 11,4 km norr om Shāveleh. Trakten runt Shāveleh består i huvudsak av gräsmarker.